# Social Gospel
 Denne artikel bør gennemlæses af en person med fagkendskab for at sikre den faglige korrekthed.

Social Gospel (Social Gospel Movement) er betegnelse på en bevægelse for et "socialt evangelium" især inden for protestantisk kristendom i USA i slutningen af 1800-tallet og begyndelsen af 1900-tallet indtil 1. verdenskrig underminerede den optimisme der havde båret bevægelsen.
Bevægelsen ville bruge kristne principper på sociale problemer som fattigdom, diskriminering, alkoholmisbrug, kriminalitet, racemotsætninger, slum, dårlig hygiejne og krigsfare. Teologisk var Social Gospel-lederne gennemgående post-millennialister: de mente "Jesu andet komme" (jf. 1 Kor 15,23) ikke ville kunne finde sted før menneskeheden havde overvundet de sociale onder af egen kraft.
Social Gospel-ledere var for det meste liberale både politisk og teologisk.

| Religion | Spire Denne religionsartikel er en spire som bør udbygges. Du er velkommen til at hjælpe Wikipedia ved at udvide den. |